# Пилипче (Чортківський район)
Пили́пче — село в Україні, в Іване-Пустенській громаді Чортківського району Тернопільської області. Розташоване на річці Нічлава, на півдні району. До 2020 центр сільради. До 1947 біля Пилипча був хутір Давидів, виведений із облікових даних у зв'язку з переселенням жителів; приєднаний хутір Очерет.
Населення — 960 осіб (2007).
Поблизу Пилипчого виявлено археологічні пам'ятки трипільської культури.

## Географія
Село розташоване на відстані 378 км від Києва, 107 км — від обласного центру міста Тернополя та 18 км від міста Борщів. У селі річка Білка впадає у річку Нічлаву.

## Історія
Перша писемна згадка — 1415 року як Філіповище. Назва села, ймовірно, походить від імені Пилип (польське Філліп).
З 1510 року — містечко у власності шляхтича Я. Подфілліпського.
Діяли «Просвіта», «Луг», «Сільський господар» та інші товариства, Братство тверезості, кооператива.

## Населення
За даними перепису населення 2001 року мовний склад населення села був таким:
| Мова       | Число ос. | Відсоток |
| ---------- | --------- | -------- |
| українська |           | 99,91    |
| російська  |           | 0,09     |

## Пам'ятки
Є церква Успіння Пресвятої Богородиці (1907, кам'яна).
Споруджено пам'ятники воїнам-односельцям, полеглим у німецько-радянській війні (1968), та воякам УПА (1992).
У селі є римсько-католицька каплиця (1926, руїна).

## Соціальна сфера
Працюють загальноосвітня школа І-ІІ ступенів, Будинок культури, бібліотека, ФАП, відділення зв'язку, музей Я. Гніздовського (від 1992), торгові заклади.

## Відомі люди

### Народилися
- П. і А. Бурак — одні з праведників народів світу[6];
- Герасимович Ганна Юліанівна — українська вишивальниця;
- Яків Гніздовський (1915—1985) — український графік, живописець, скульптор;
- Гніздовський Яків Іванович (1943—2019) — український живописець;
- Колодрубський Василь Якович (1935—1988) — український журналіст;
- Іван Лутинець (1982 — ?.01.2023, біля н.п. Новоандріївка, Донецька область) — український військовик, учасник російсько-української війни.[7]
- Лушпинський Антін-Володимир Леонтійович (1882—1964) — український греко-католицький священник, громадський діяч, капелан УГА.
- Д. Стратійчук — релігійний діяч;
- М. Стратійчук — педагог, громадський діяч;
- Я. Стратійчук — педагог, громадський діяч.

## Світлини

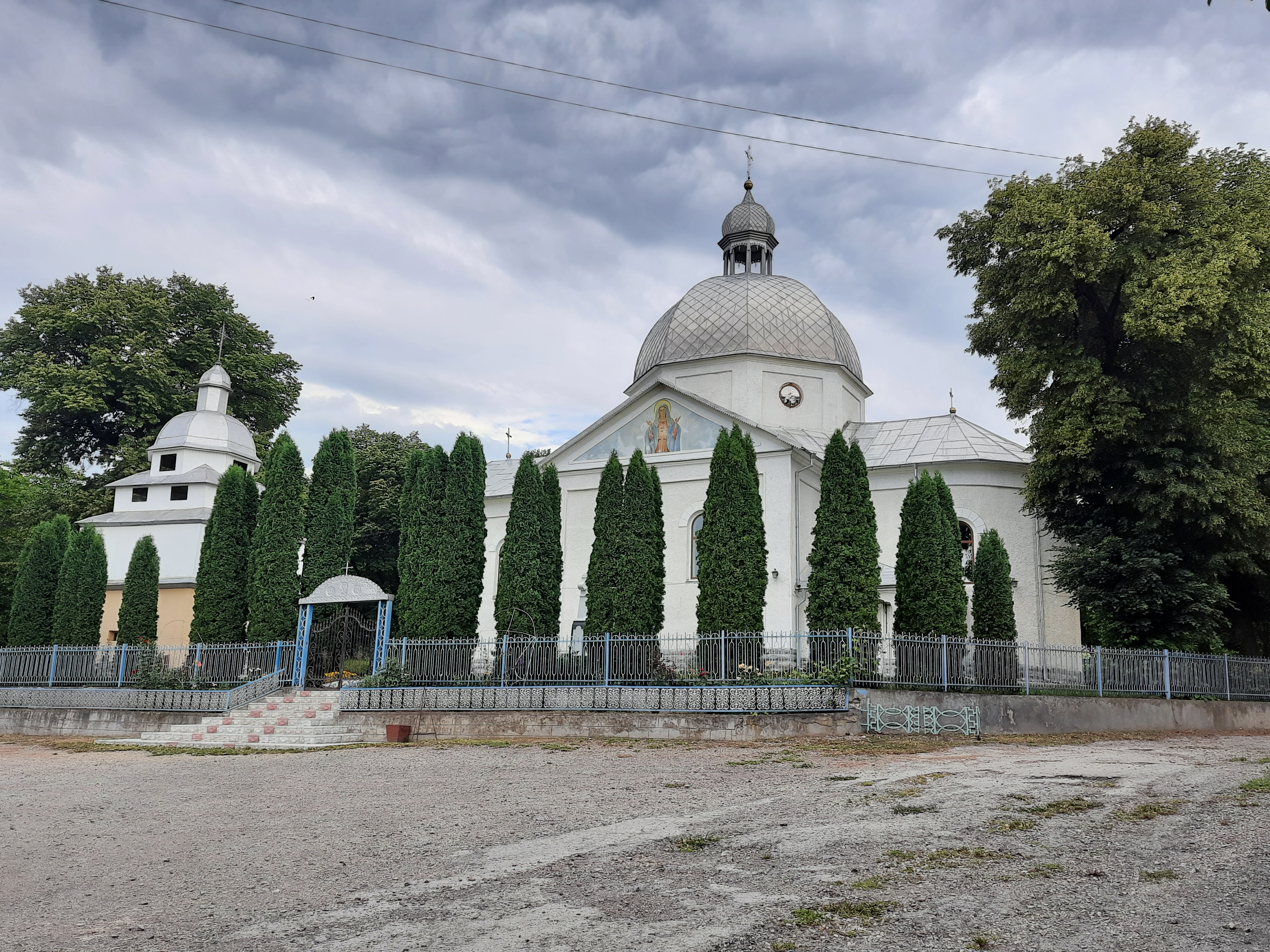
Церква Пресвятої Богородиці (1907р.)
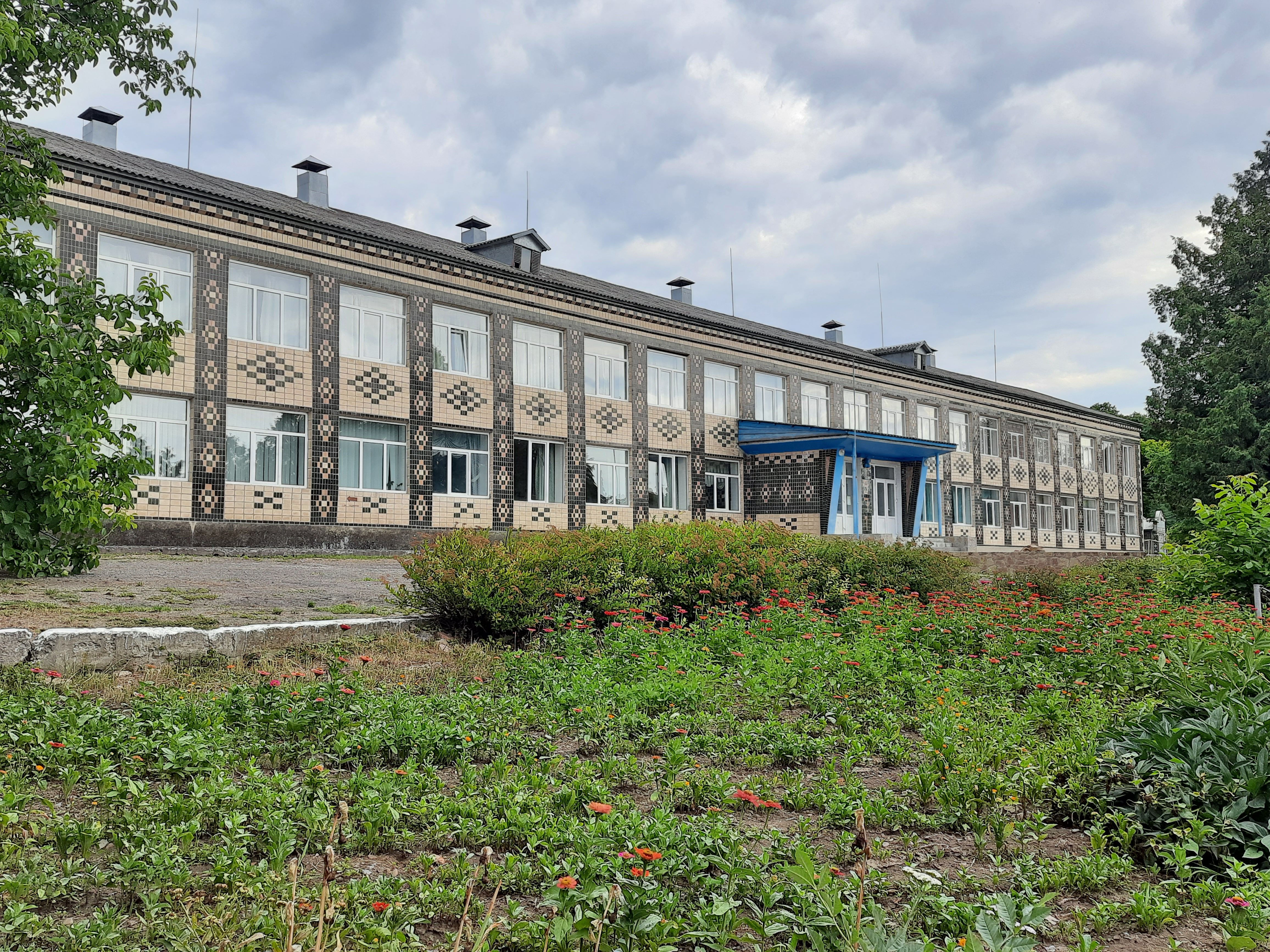
Школа с.Пилипче
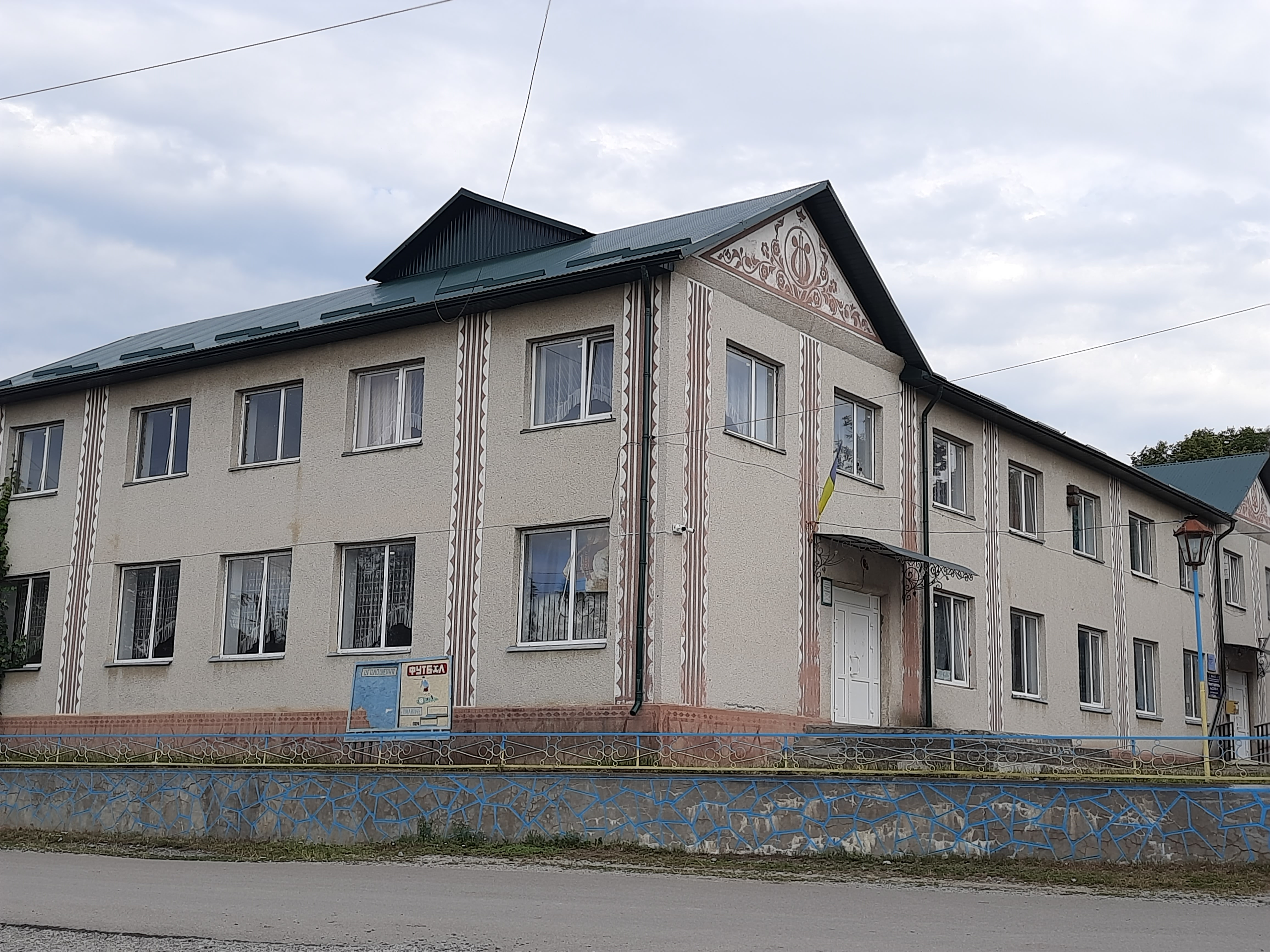
Будинок культури
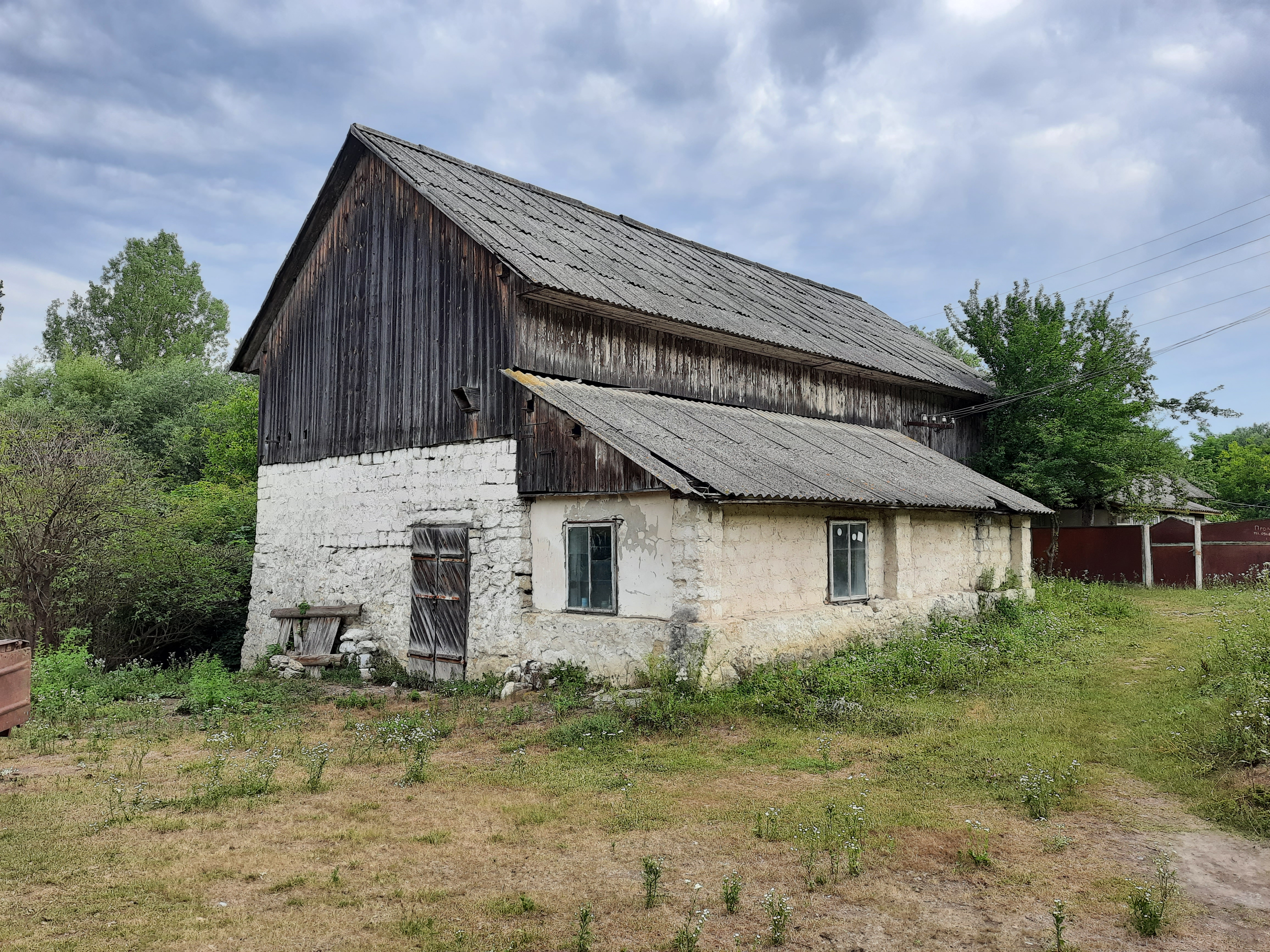
Старий млин на річці Нічлава
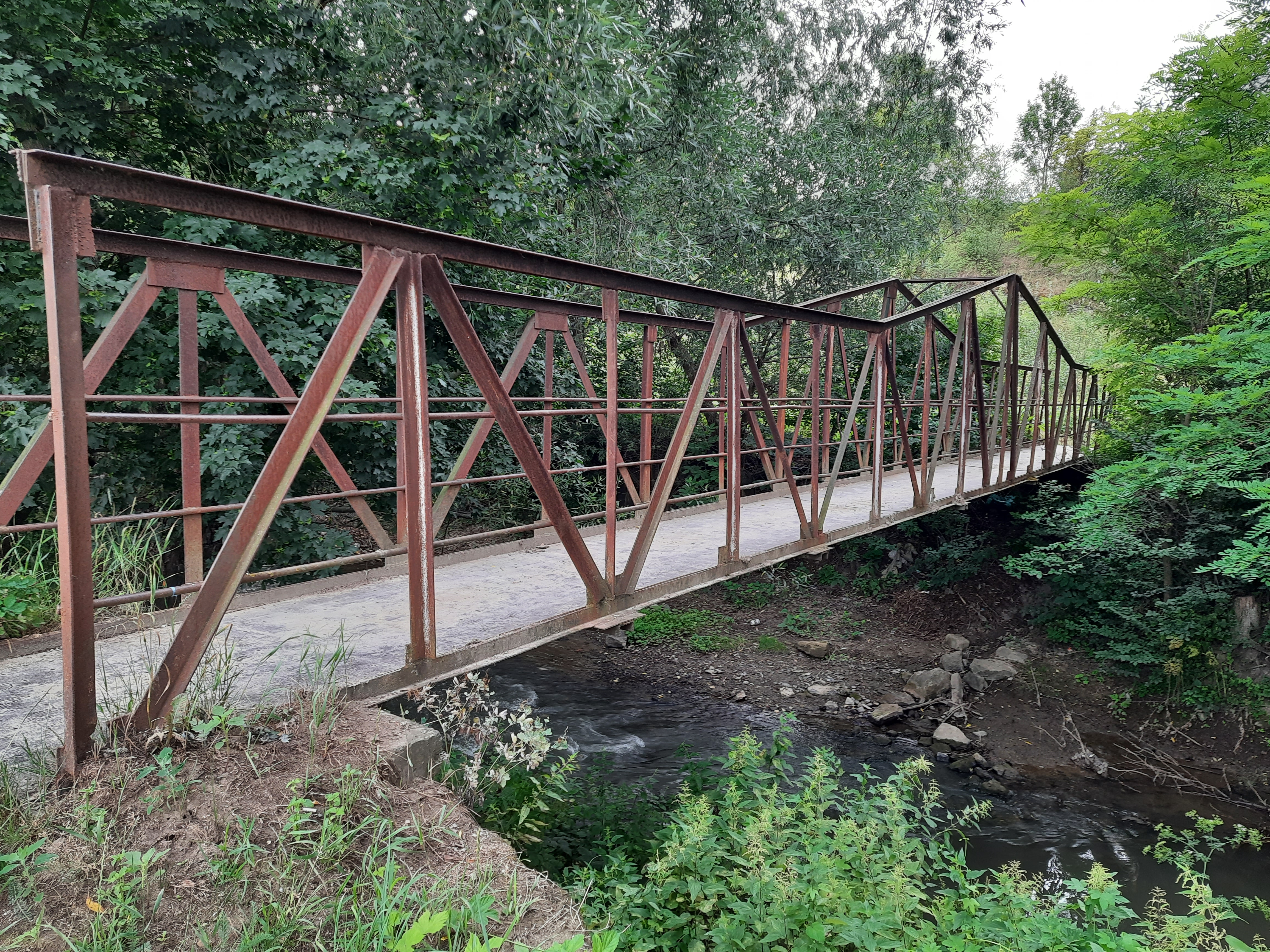
Місток через річку Нічлаву